# ريبيكا أدلينغتون
ريبيكا أدلينغتون (مواليد 17 فبراير 1989) سباحة إنجليزية سابقة متخصصة في السباحة الحرة فازت بميداليتين ذهبيتين في دورة الألعاب الأولمبية الصيفية 2008 على مسافة 400 متر حرة و 800 متر حرة.

## روابط خارجية
- ريبيكا أدلينغتون على موقع الاتحاد الدولي للسباحة (الإنجليزية)
- ريبيكا أدلينغتون على موقع SwimRankings.net (الإنجليزية)
- ريبيكا أدلينغتون على موقع قاعة مشاهير السباحة العالمية (الإنجليزية)
- ريبيكا أدلينغتون على موقع اللجنة الأولمبية الدولية (الإنجليزية)
- ريبيكا أدلينغتون على موقع أوليمبيديا (الإنجليزية)
- ريبيكا أدلينغتون على موقع اللجنة الأولمبية البريطانية (الإنجليزية)
- ريبيكا أدلينغتون على موقع اتحاد ألعاب الكومنولث (مؤرشف) (الإنجليزية)